# Ђорђе Попара
Ђорђе Попара (Фатница код Билеће, 1870 — Београд, 1953) је био хотелијер и први српски првак у бициклизму.
Попара је грађанску школу завршио у Билећи, а трговачку школу у Трсту. Бициклизмом се бавио од 1889.. По доласку у Београд уписао се у Прво српско велосипедско друштво. На првом такмичењу за првенство Србије одржаном 5. октобра 1897. на стази од 92 км Београд—Смедерево—Београд учествовао је са 10 бициклиста и победно резултатом 5 часова, 13 минута и 32 секенде и постао први првак Србије у бициклизму. На другом такмичење 1898, на истој стази, поново је освојио титулу првака, али са бољим резултатом 4 часа, 36 минута и 25 секунди. Успешно се такмичио и у низу других бициклистичких трка.
Од 1898—1914. је био члан Управе Првог српског велосипедског друштва, а 1913. биран је за члана Управе Српског олимпијског комитета у Београду.